# آیداگولوو
آیداگولوو (به لاتین: Aydagulovo) یک منطقهٔ مسکونی در روسیه است که در باشقیرستان واقع شده‌است.